# Campaña Admirable
La campagna Ammirabile  è stata un'azione militare condotta dal libertador Simón Bolívar che portò alla conquista delle province di Mérida, Barinas, Trujillo e Caracas da parte degli indipendentisti. La campagna si svolse in contemporanea a un'azione analoga nella zona orientale del paese condotta da Santiago Mariño.

## Antefatti
Dopo la caduta della Repubblica del Venezuela Bolívar fu costretto all'esilio prima a Curaçao e poi in Nuova Granada. Qui si unì alle forze militari locali combattendo per difendere i confini e per sconfiggere le forze realiste nelle città di confine. Dopo la presa di Ocaña, il 28 gennaio 1813, Bolívar si mosse contro le forze realiste presenti in Nuova Granada, conquistando la città di confine di Cúcuta, e sconfiggendo le forze realiste nella battaglia omonima il 28 febbraio.
Contemporaneamente il generale realista Juan Domingo de Monteverde armava le sue truppe e le dirigeva verso la parte occidentale del paese, minacciando la Nuova Granada indipendente.

## Svolgimento
Da Cúcuta Bolivar chiese al governo delle province unite il supporto e il permesso per poter entrare nel territorio della defunta Repubblica del Venezuela. In virtù della sua popolarità e delle innumerevoli operazioni condotte in nome dell Province Unite il governo neogranadino accettò la richiesta mettendo a disposizione di Bolívar uomini e mezzi, oltre a quelli di cui già disponeva.
La spedizione era composta da due divisioni:
- Una divisione detta di avanguardia, comandata dal colonnello Atanasio Girardot.
- Una divisione detta di retroguardia, comandata dal colonnello José Félix Ribas.

Bolívar entrò in territorio realista il 16 febbraio e marciò conquistando San Cristóbal, La Grita, Mérida e Trujillo. Dopo alcuni mesi di combattimenti Bolívar ottenne la vittoria decisiva nella Battaglia di Los Horcones il 22 luglio, che gli permise di occupare indisturbato Valencia e La Victoria nei primi di agosto. Per via delle ripetute sconfitte l'esercito realista si arrese il 4 agosto e due giorni dopo Bolívar entrò trionfalmente alla testa del suo esercito a Caracas.

## Eventi posteriori
La riconquista di Caracas portò alla restaurazione della Repubblica venezuelana, tuttavia la creatura di Bolívar fu un'esperienza effimera e di breve durata: appena un anno dopo i realisti ripresero la capitale ed il Libertador era nuovamente in esilio in Giamaica.